# Емемем
Емемем (фр. Ememem) француски је анонимни улични уметник из Лиона, познат као творац  флакинга, уметности попуњавања рупа и пукотина на коловозима и плочницима различитим врстама керамике и плочица. Његови мозаици постоје у бројним градовима Француске и другим деловима Европе и света. Емемемове мозаици постоје у Лиону, Барселони, Торину, Мадриду, Мелбурну и Београду.